# Saša Gedeon

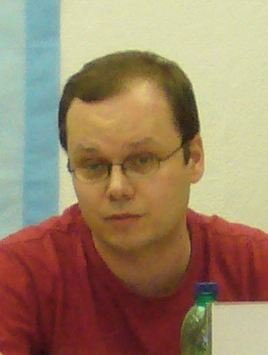
Saša Gedeon (2011)

Saša Gedeon (* 29. August 1970 Prag) ist tschechischer Filmregisseur und Drehbuchautor. 1996 absolvierte er die tschechische Filmakademie FAMU, in der er heute als Geschäftsführer der Filmwerkstatt fungiert. Zu seinen bekanntesten Filmen gehört "Indianersommer" und "Die Rückkehr des Idioten", sein erster langer Spielfilm. Hier betrachtet er die Welt konsequent aus dem Blickwinkel des angeblichen Idioten. Denn jeder hat den Idioten zu seinem Zeugen und Vertrauten gemacht.

## Filmografie

### Regie und Drehbuch
- 1992: Sonderbarer Name für einen Hund (Podivné jméno pro psa) (auf Grundlage des Theaterstücks von Neil Simon)
- 1994: Stace
- 1995: Indianersommer (Indiánské léto)
- 1999: Die Rückkehr des Idioten (Návrat idiota)
- 2004: Europäische Visionen (Episode "Unisono")
- 2006: Schlüssel zum Traum (Klíče ke snu)

### Schauspieler
- 1994: Der Zug (Vlak)
- 2002: Das Jahr des Satans (Rok ďábla)
- 2003: Teufel weiß warum (Čert ví proč)

### Dramaturgie
- 2003: Teufel weiß warum (Čert ví proč)

## Kooperationen
- mit Fernand Blumenstein – Das Ereignis der Verrückten Bláznův příběh (1998) – Pädagogische Leitung
- Blue talk show (1995)
- Sredni Vastar (1995) (FAMU) Pädagogische Leitung

## Auszeichnungen
- Findlingspreis für Indianersommer (1995, Filmfestival Cottbus)
- Böhmischer Löwe für Die Rückkehr des Idioten für die beste Regie, bestes Drehbuch
- Nominierung für den Böhmischen Löwen für die beste Regie für Indianersommer